# Iszenbaj Kadyrbiekow
Iszenbaj Diuszenbijewicz Kadyrbiekow, Ишенбай Дюшенбиевич Кадырбеков (ur. 16 lipca 1949 w Narynie) – kirgiski polityk, od 24 do 25 marca 2005 pełniący obowiązki prezydenta Kirgistanu.

## Życiorys
Piastował stanowiska ministra transportu i komunikacji oraz przewodniczącego Zgromadzenia Ustawodawczego Żogorku Kenesz za prezydentury Askara Akajewa.
W następstwie tulipanowej rewolucji, która odsunęła od władzy prezydenta Akajewa, 24 marca 2005 Kadyrbiekow rozpoczął pełnienie obowiązków prezydenta kraju. Następnego dnia przekazał władzę Kurmanbekowi Bakijewowi.